# 張盛美
張盛美（？—？），字元絅，号澹居，山东兖州府滕縣人。

## 生平
万历四十六年（1618年）戊午科山东乡试举人，天啓五年（1625年）乙丑科進士，授凤阳府通判，按治守陵珰不少贷，魏忠贤将中伤之，怀帝立，得无恙。入为贵州道監察御史，弹劾不避权贵。改河南怀庆道参议，郑藩专擅，尽发其不轨状，得请论如法，省美亦由此去官。闲居期间，他悠游园林，诗酒自娱。卒年49岁。

## 家族
曾祖张大经，其先忻州人，明初徙居滕县，弱冠举嘉靖甲午乡试，选陕西西乡令，调容城令。祖张中鸿，以进士知開州，任满入为户部郎，出守河南府，以治行第一，晋宪副，备兵海盖。